# 투엉딘역
투엉딘역 (베트남어: Ga Thượng Đình / Ga 上亭)은 베트남 하노이 타인쑤언군에 위치한 하노이 지하철 2A호선의 철도역이다.

## 노선
- 하노이 지하철
  - 2A호선